# نسرين يوسف
نسرين يوسف أحمد رفعت هي ممثلة مصرية من مواليد (26 أكتوبر 1979، بحي المهندسينٍٍ، القاهرة، مصر). كانت بدايتها الفنية من خلال: (شخصية دينا) في مسلسل (بدارة)، ومن أهم الأعمال التي قدمتها: دور (آمال) في فيلم «الفاجومي» عام 2011م، وكذلك دور (شيرين) في مسلسل «الصعلوك» عام 2015م والذي كان بمثابة نقلة جديدة لها في مشوارها الفني.

## نشأتها وسيرتها الذاتية
ممثلة مصرية من مواليد (26 أكتوبر 1979، حصلت على بكالوريوسي الإعلام والاقتصاد والعلوم السياسية من جامعة UDC، قبل أن تتجه إلى دراسة التمثيل في العديد من الدول، مثل: «فيينا، بروكسل، هولندا، المجر» وغيرها، والتي كان سفر والدها بسبب عمله أتاح لها فرصة الدراسة في هذه الدول، وقد بدأت رحلتها في التمثيل من خلال برامج الأطفال بإذاعة بلجيكا عندما كانت في سن الحادية عشر من عمرها، ثم أنطلقت في أول دور درامي لها وكان بمساحة بطولة: وهي شخصية (دينا) في مسلسل (بدارة) بطولة النجمة معالي زايد وقد كانت في سن السادسة عشر تقريباً آنذاك، حيث لمعت بهذا الدور ويعتبر هو الدور الذي قدمها إلى الجمهور لأول مرة على شاشة التليفزيون، حيث تميزت بعد ذلك بأداء العديد من الأدوار المميزة، ومن أهمها: شخصية (آمال) في فيلم «الفاجومي» عام 2011م وهو فيلم روائي عن حياة الشاعر الراحل أحمد فؤاد نجم، وكذلك شخصية (شيرين) في مسلسل «الصعلوك» عام 2015م بطولة النجم خالد الصاوي والذي كان بمثابة نقلة جديدة لها في مشوارها الفني حيث حصدت من خلاله 7 جوائز ، كما قدمت مؤخراً دور «قوت القلوب» في مسرحية «حريم النار» على مسرح الطليعة بالعتبة.

## الفنانين الذين تأثرت بهم
ألتقت الفنانة نسرين يوسف مع مخرجين وفنانين متميزين تأثرت بالكثير منهم; وكان على رأسهم:
- الفنان نور الشريف
- الفنان أحمد زكي
- المخرج هادي الباجوري
- المخرج نادر جلال
- الفنانة معالي زايد
- الفنان هشام سليم
- الفنانة آثار الحكيم والتي كان لها تأثير كبير عليها
- الفنان خالد الصاوي، والذي قام بدعمها وتعبيره عن موهبتها [3]

## الهوايات
لديها عدة هوايات بعيداً عن الفن، منها:
- هي شخصية مغامرة جداً
- تحب هواية الغطس، وقد قامت بالغطس في محميات كثيرة بالغردقة وشرم الشيخ
- تحب ركوب الخيل [3]

## الجوائز
لقد حصلت الفنانة نسرين يوسف على عدة جوائز مختلفة، كما يلي:
1. سبعة جوائز مختلفة عن دورها في مسلسل الصعلوك 
2. اختيار النقاد لها كأفضل وجه صاعد من مهرجان «همسة» الدولي 
3. جائزة سفيرة الإبداع والتميز من مهرجان الحياة للدراما ودعم المبدعين 

## قائمة الأعمال
قدمت الفنانة نسرين يوسف العديد من الأعمال المختلفة والمتنوعة بين أفلام ومسلسلات ومسرحيات: 
| اسم العمل                      | سنة الإنتاج | اسم الشخصية |
| ------------------------------ | ----------- | ----------- |
| مسلسل (بدارة)                  | 1999        | دينا        |
| فيلم (همام في أمستردام)        | 1999        | تفيدة       |
| مسلسل (حبنا الكبير)            | 2000        |             |
| مسرحية (أعقل يا دكتور)         | 2000        | المذيعة     |
| سهرة تليفزيونية (ابن ليل)      | 2002        |             |
| مسلسل (فريسكا)                 | 2004        |             |
| مسلسل (الإمام النسائي)         | 2004        |             |
| مسرحية (سوء تفاهم)             | 2004        |             |
| مسلسل (درب الطيب)              | 2006        |             |
| مسلسل (الحب بعد المداولة)      | 2006        |             |
| فيلم قصير (نقطة ومن أول السطر) | 2006        |             |
| مسلسل (عرض خاص)                | 2010        | فدوى        |
| مسلسل (كلمات)                  | 2011        |             |
| فيلم (الفاجومي)                | 2011        | آمال        |
| مسلسل (الصعلوك)                | 2015        | شيرين       |
| مسرحية (حريم النار)            | 2019        | قوت القلوب  |

تعد مسرحية (حريم النار) بمثابة العودة الفنية للفنانة نسرين يوسف بعد غياب ثلاث سنوات، فـ لقد حقق العرض جدلاً جماهيرياً ونقدياً واسعاً وكتب عنه بالعديد من اللغات